# Superbąbel

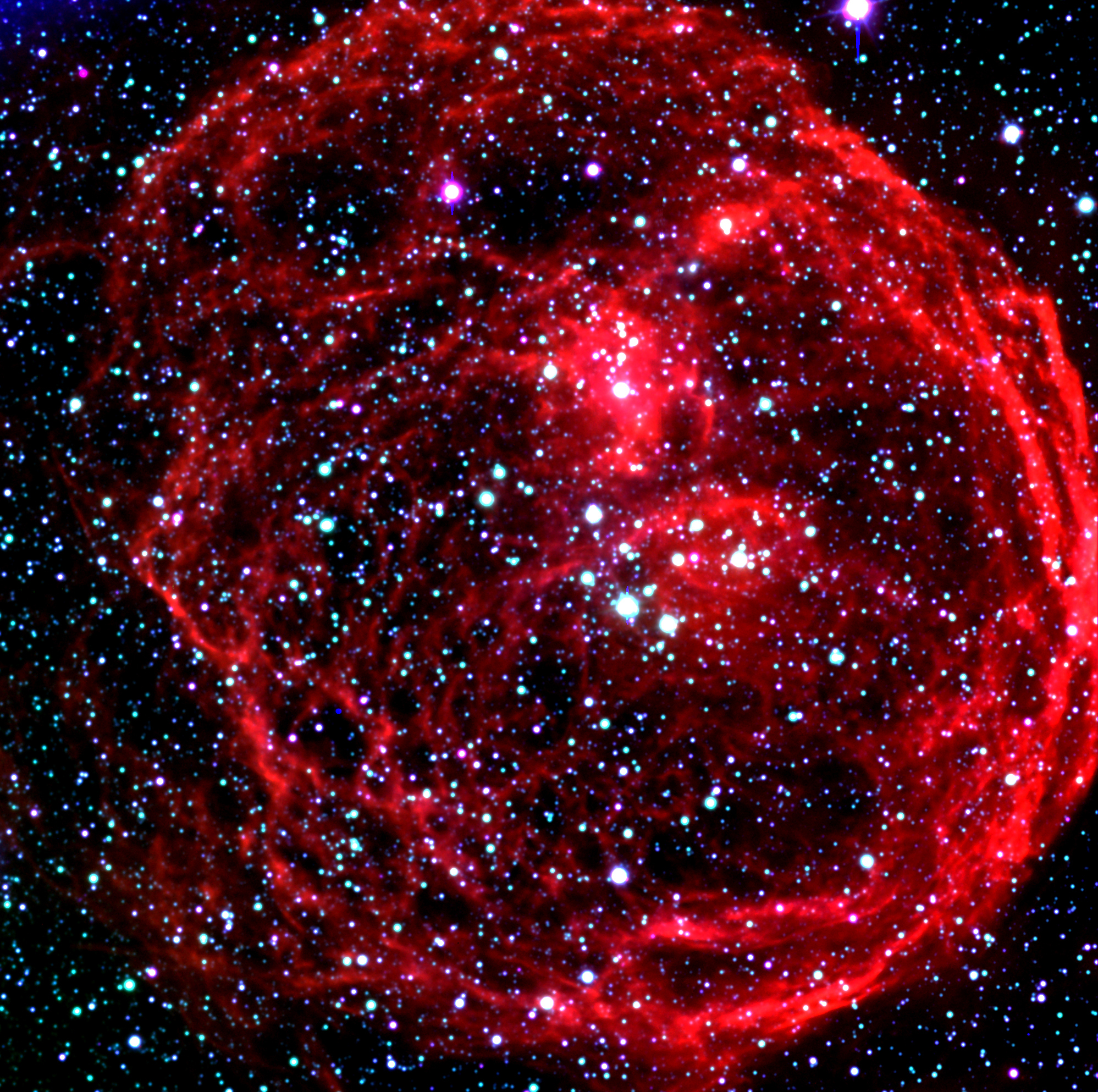
Superbąbel Henize 70 w Wielkim Obłoku Magellana

Superbąbel – pustka o rozmiarach setek lat świetlnych i temperaturze sięgającej 106 K, wypełniona gazem wydmuchiwanym do ośrodka międzygwiazdowego przez supernowe i wiatr gwiazdowy. Układ Słoneczny znajduje się blisko centrum starego superbąbla, znanego jako Bąbel Lokalny, którego granice są określane przez nagły wzrost pyłu ekstynkcji gwiazd na odległościach większych niż kilkaset lat świetlnych.

## Powstawanie
Najbardziej masywne gwiazdy, z masami pomiędzy 8 a 100 mas Słońca, o typie O i B są zazwyczaj zgrupowane w skupiskach, zwanych asocjacjami OB. Masywne gwiazdy typu O mają silny wiatr gwiazdowy i każda z nich eksploduje jako supernowa pod koniec swojego cyklu życia.
Najsilniejsze wiatry gwiazdowe uwalniają energię kinetyczną rzędu 1044 J przez okres życia gwiazdy, która jest równoważna eksplozji supernowej. Te wiatry formują bąble o rozmiarach kilkudziesięciu lat świetlnych.
Wewnątrz asocjacji OB gwiazdy są umiejscowione wystarczająco blisko siebie, że ich bąble łączą się ze sobą, tworząc gigantyczny bąbel zwany superbąblem.
Gdy gwiazda „umiera” i wybucha jako supernowa, fala uderzeniowa jej eksplozji może osiągnąć jeszcze większe rozmiary, rozszerzając się z prędkościami rzędu kilku tysięcy km/s. Gwiazdy w asocjacjach OB nie są grawitacyjnie związane ze sobą, ale dryfują osobno z małymi prędkościami (ok. 20 km/s) i wypalają swoje paliwo bardzo szybko (po kilku milionach lat). W wyniku tego większość z ich supernowych eksploduje wewnątrz pustki, wytworzonej przez ich wiatr gwiazdowy. Te eksplozje nigdy nie tworzą widzialnych pozostałości, ale zamiast tego uwalniają swoją energię w gorącym wnętrzu w postaci fal dźwiękowych. Dlatego zarówno wiatr gwiazdowy, jak i gwiezdne eksplozje, wzmacniają ekspansję superbąbli w ośrodku międzygwiazdowym.
Gaz międzygwiazdowy zmieciony przez superbąble stygnie, tworząc gęste powłoki wokół pustki. Te powłoki zostały po raz pierwszy zaobserwowane w paśmie 21 cm, prowadząc do sformułowania teorii tworzenia się superbąbli. Ponadto zaobserwowano emisję promieniowania rentgenowskiego z ich gorących wnętrz, światła widzialnego z ich zjonizowanych powłok i podczerwonego z powłok wymiecionego pyłu. Promieniowanie X i widzialne jest zazwyczaj obserwowane z młodszych superbąbli, natomiast starsze, większe obiekty obserwowane w paśmie 21 cm mogą nawet być rozpoznawane jako struktura złożona z wielu połączonych superbąbli i dlatego czasami wyróżnia się je nazwą superpowłoki.
Wystarczająco duże superbąble mogą wydmuchiwać cały dysk galaktyczny, uwalniając swoją energię do galaktycznego halo lub nawet do przestrzeni międzygalaktycznej.

## Przykłady superbąbli
- Henize 70[1]

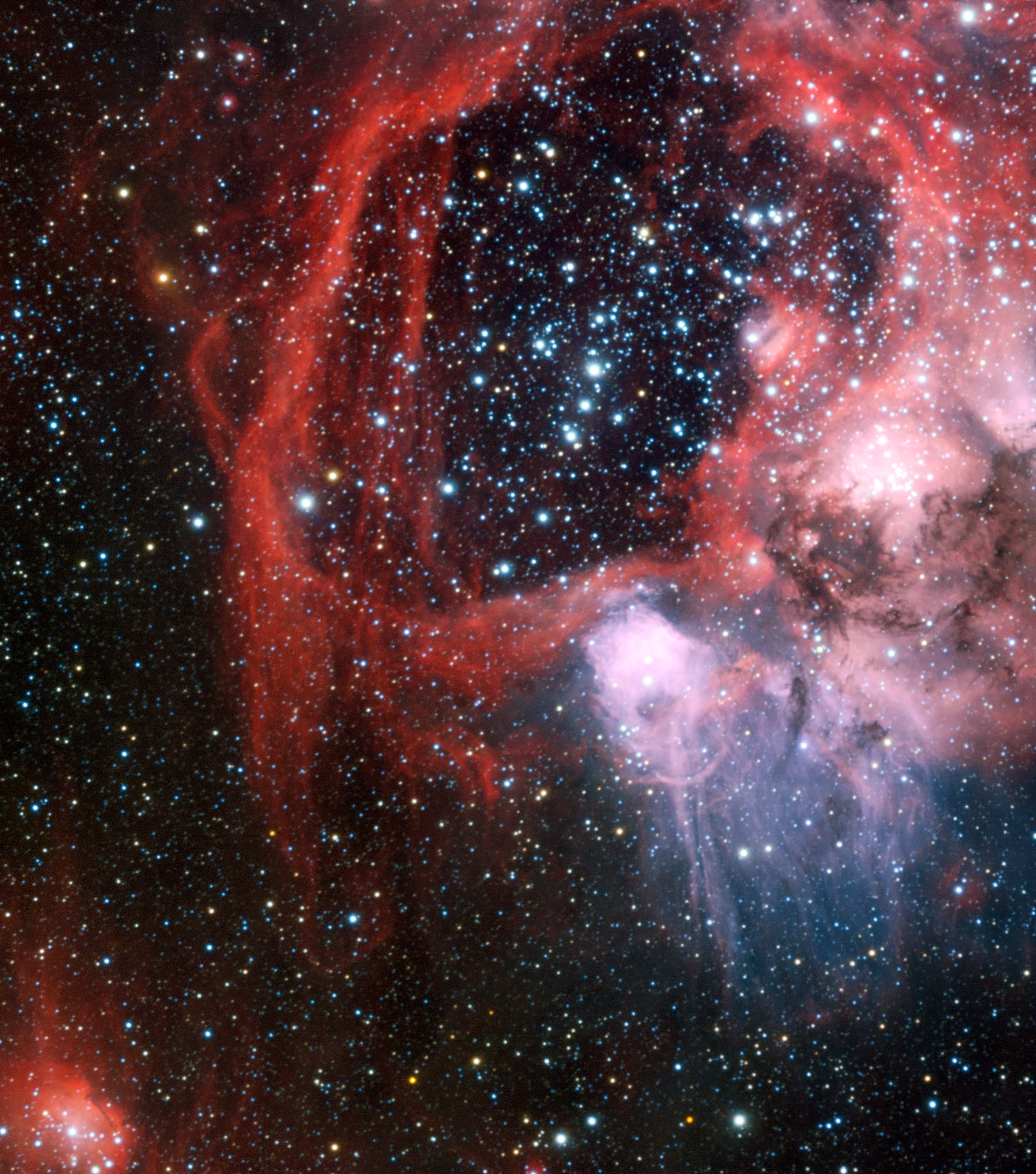
Obraz z VLT superbąbla LHA 120-N 44 w Wielkim Obłoku Magellana. Autor: ESO/Manu Mejias.

- LHA 120-N 44 w Wielkim Obłoku Magellana[8]
- Superbąbel Wężownika[9][10]
- Superpowłoka antycentrum
- Superpowłoka Tarczy Sobieskiego[11]
- Superbąbel Orion–Erydan